# Hypebeast
Hypebeast Ltd.（港交所：150）是一家以香港为基地的時尚数码媒体公司。该公司起初的產品是2005年由马柏荣创建的一个运动鞋博客。后来，HYPEBEAST扩大成为一家在线杂志，內容涵盖街头衣着、时尚、音乐、流行文化、生活方式及其他各种主题。并于不久后创立了Hypebeast Ltd. 公司。

## 历史
2005年，马柏荣在加拿大温哥华读书时创建了运动鞋部落格 HYPEBEAST。 《HYPEBEAST杂志》的印刷版于2012年首次发行。 自此以后，马氏的业务扩展至其他网站，包括HYPEBAE、hypeKids及Popbee。2008年，一间以当代亚洲妇女为对象的数码媒体公司Popbee成立。HBX是一家商务门店，于2012年开业。过去十年， Hypebeast Ltd.的业务已扩展至其他许多领域，包括数字媒体、电子商务和创意服务。 此外，在2016年，Hypebeast Ltd.也推出了全球创意工作室HYPEMAKER。同年4月11日在港股上市。
HYPEBEAST的日本子公司于2019年开业。

## HBX
HBX，曾命名为HYPEBEAST Store，是一个电子商务平台，由马柏荣于2012年创立。作为Hypebeast Ltd.的子公司，HBX是一个第三方零售商，销售品牌服装、饰品和其他单品。在2018至2019年，HBX的收入超过3100万美元。 目前，HBX网站上有超过200个国际品牌。
除了HBX线上平台，该公司还在2015年开设了位于香港中环置地广场的实体店。2020年，HBX门店进行了装修，并与FOOD NEW YORK的创始人Dong-Ping Wong共同设计，他之前曾与坎耶·韦斯特和維吉爾·阿布洛等音乐人和设计师合作。

## 外部連結
- Hypebeast （页面存档备份，存于）